# Strychnin
Strychnin [ʃtʁɪçˈniːn] ist ein sehr giftiges Alkaloid. Es gehört zu den Strychnos-Alkaloiden innerhalb der Gruppe der Indolalkaloide. Bereits in geringen Dosen bewirkt Strychnin eine Starre der Muskeln. Strychnin wurde in sehr geringer Dosierung als Analeptikum eingesetzt und wird auf der Dopingliste geführt. Es wurde früher auch als Rattengift verwendet.

## Geschichte
Strychnin wurde erstmals 1818 durch die französischen Apotheker Pierre Joseph Pelletier und Joseph Bienaimé Caventou isoliert. Die Aufklärung der komplexen Struktur des Strychnins gelang 1946 Sir Robert Robinson. 1954 gelang schließlich Robert Burns Woodward die chemische Synthese des Strychnins. Sir Robert Robinson und Robert Burns Woodward wurden unter anderem für diese Leistungen mit dem Nobelpreis geehrt (1947 und 1965). Seither gelang bereits einigen Chemikern eine enantioselektive Synthese.

## Eigenschaften

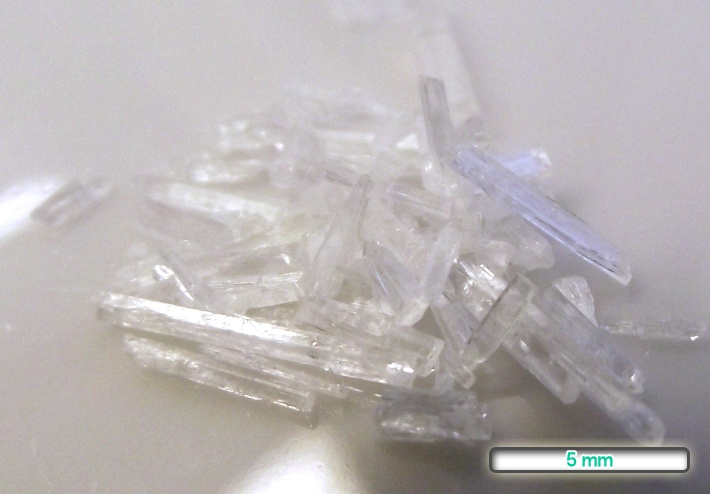
Auch das Strychninnitrat bildet charakteristische prismatische Kristalle

Strychnin bildet farblose, äußerst bitter schmeckende prismenförmige Kristalle, die in Wasser kaum, in Alkoholen – wie Ethanol – oder in Chloroform gut löslich sind.

### Wirkungsweise
Strychnin ist ein kompetitiver Antagonist am Glycinrezeptor. Das bedeutet, dass es im Nervensystem, speziell im Rückenmark, am Glycinrezeptor den inhibitorischen Neurotransmitter Glycin verdrängt. Glycin gehört neben GABA zu den wichtigsten hemmenden Neurotransmittern. Der betreffende Rezeptor für Glycin ist ein Chloridkanal im Rückenmark. Strychnin verhindert die Aktivierung dieses Rezeptors und unterbindet so den hemmenden Effekt des Glycins. Auf diese Weise kommt es zu einer Übererregung der Rückenmarksnerven, welche die Symptome einer Strychninvergiftung hervorruft. Strychnin wirkt ähnlich wie andere Giftstoffe, die diesen Kanal stören, beispielsweise Tetanospasmin.

### Vergiftung
Eine Menge von 30 bis 120 mg Strychnin kann für einen erwachsenen Menschen tödlich sein. Strychnin wird rasch über die Schleimhäute aufgenommen. Subkutan oder intravenös können auch schon Mengen ab 15 mg tödlich wirken. Bei Vergiftung sollte sofort ein Notarzt gerufen werden. Die Notfallbehandlung schließt standardmäßig eine Anwendung von Benzodiazepinen (etwa Diazepam) ein.
Symptome der Vergiftung sind:
- Atemnot
- Zittern/Zucken der Muskeln
- schwere Krämpfe

Im Gegensatz zur Darstellung in Kriminalromanen eignet sich Strychnin schlecht zum Mord durch (orale) Vergiftung, da es noch in einer Verdünnung von 1:130.000 geschmacklich wahrnehmbar ist. Dennoch sind vereinzelte auf Vergiftung mit Strychnin zurückzuführende Morde dokumentiert. So brachte der Serienmörder Thomas Neill Cream einen Teil seiner Opfer in den USA und England mit Hilfe von Strychnin um.

### Antidot, Erste Hilfe bei Vergiftungen
Bei Verschluckung von Strychnin kann mit Aktivkohle die weitere Aufnahme des Gifts in den Körper unterbunden werden. Zur Ausscheidung des Gifts können Abführmittel verwendet werden. Bei Haut- und Augenkontakt sollte die betroffene Stelle mit Wasser oder Polyethylenglycol gereinigt werden. Als Antidot gegen Strychnin wird Physostigmin eingesetzt und umgekehrt. Intoxikationen durch Strychnin werden häufig mit Medikamenten der Gruppe der Benzodiazepine (z. B. Diazepam) behandelt, welche die inhibitorische Wirkung der GABA-Rezeptoren verstärken und somit der toxikologischen Wirkung des Strychnins entgegenwirken.

## Vorkommen
Strychnin kommt in den Samen der Gewöhnlichen Brechnuss (Strychnos nux-vomica) und der Ignatius-Brechnuss (Ignatia amara) vor.

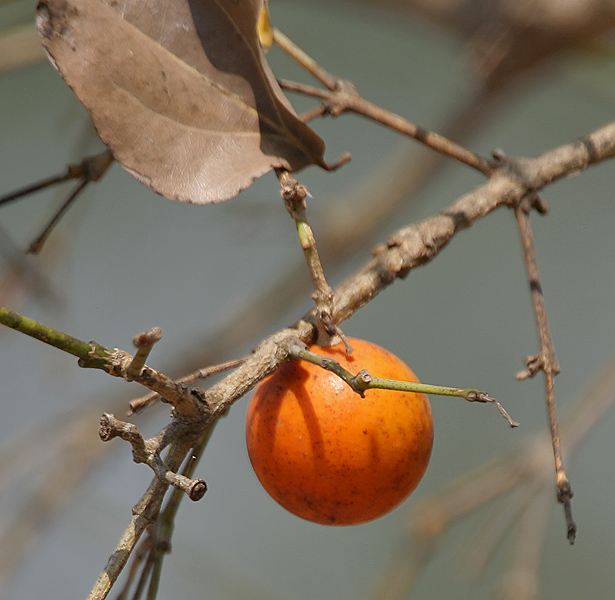
Frucht – Gewöhnliche Brechnuss (Strychnos nux-vomica)
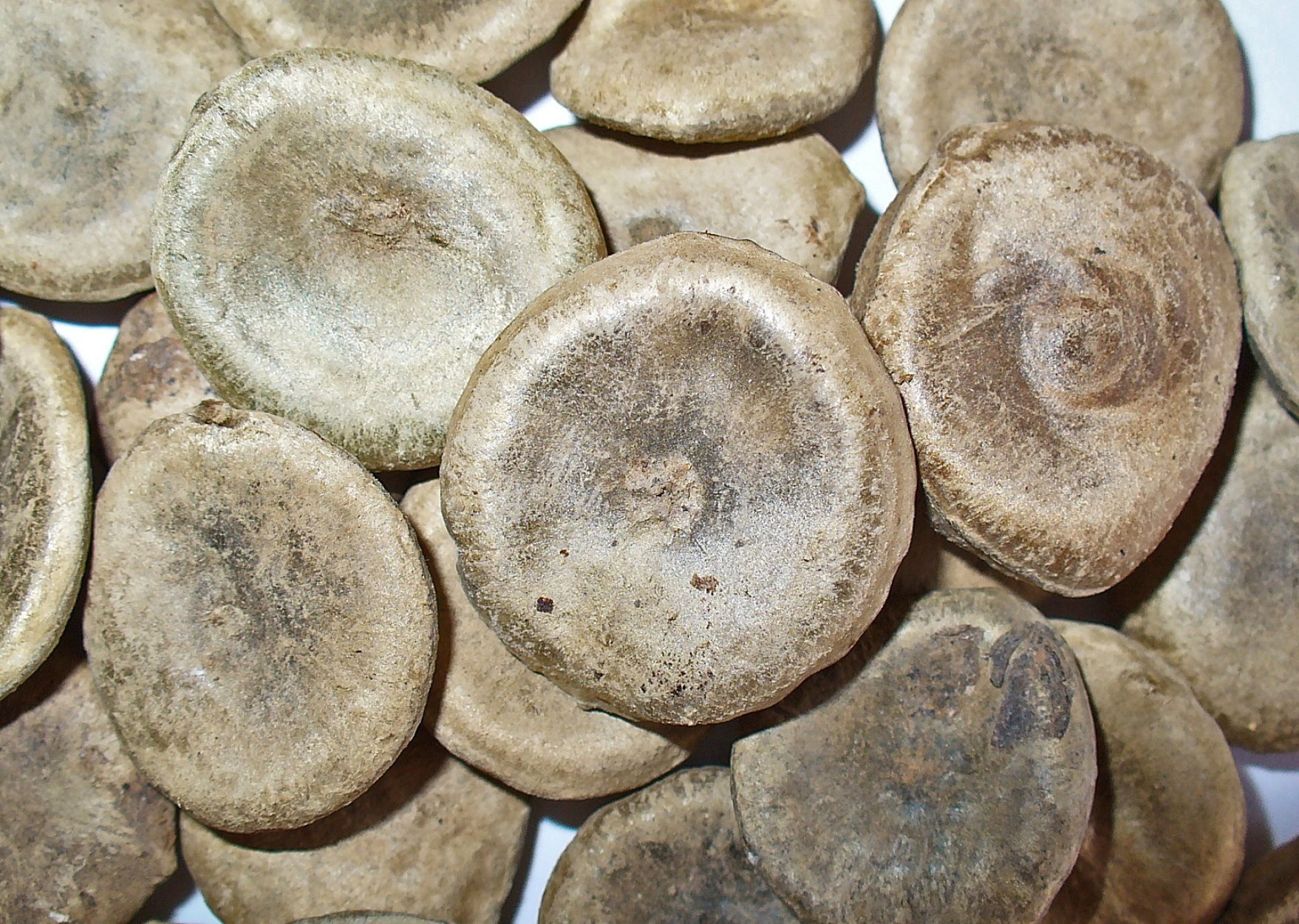
Samen – Gewöhnliche Brechnuss (Strychnos nux-vomica)
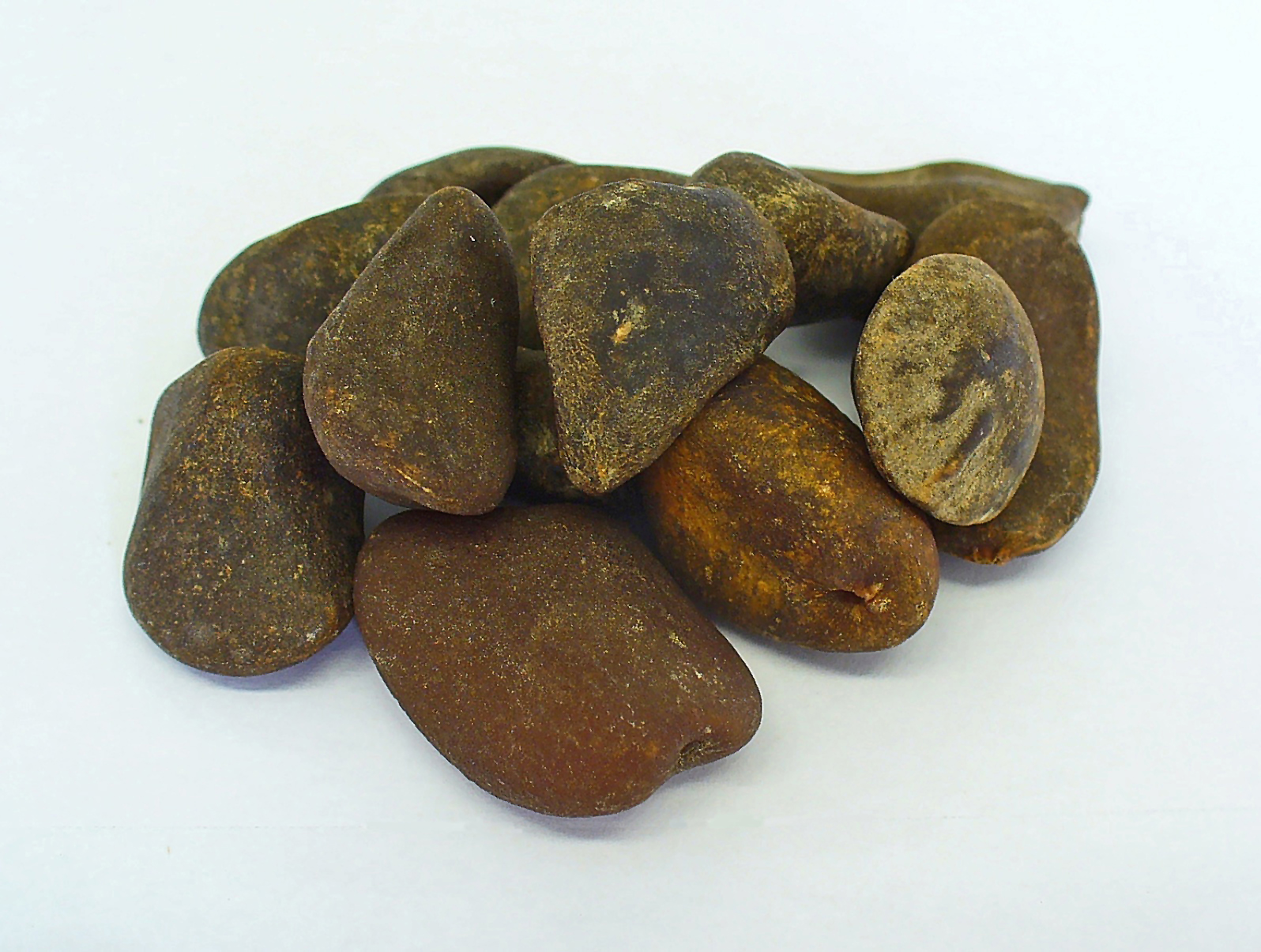
Bohnen der Ignatius-Brechnuss

## Synthese
Die klassische Totalsynthese von Strychnin geht auf Woodward zurück (1954). Seitdem war die Verbindung immer wieder ein interessantes Ziel für organische Chemiker.

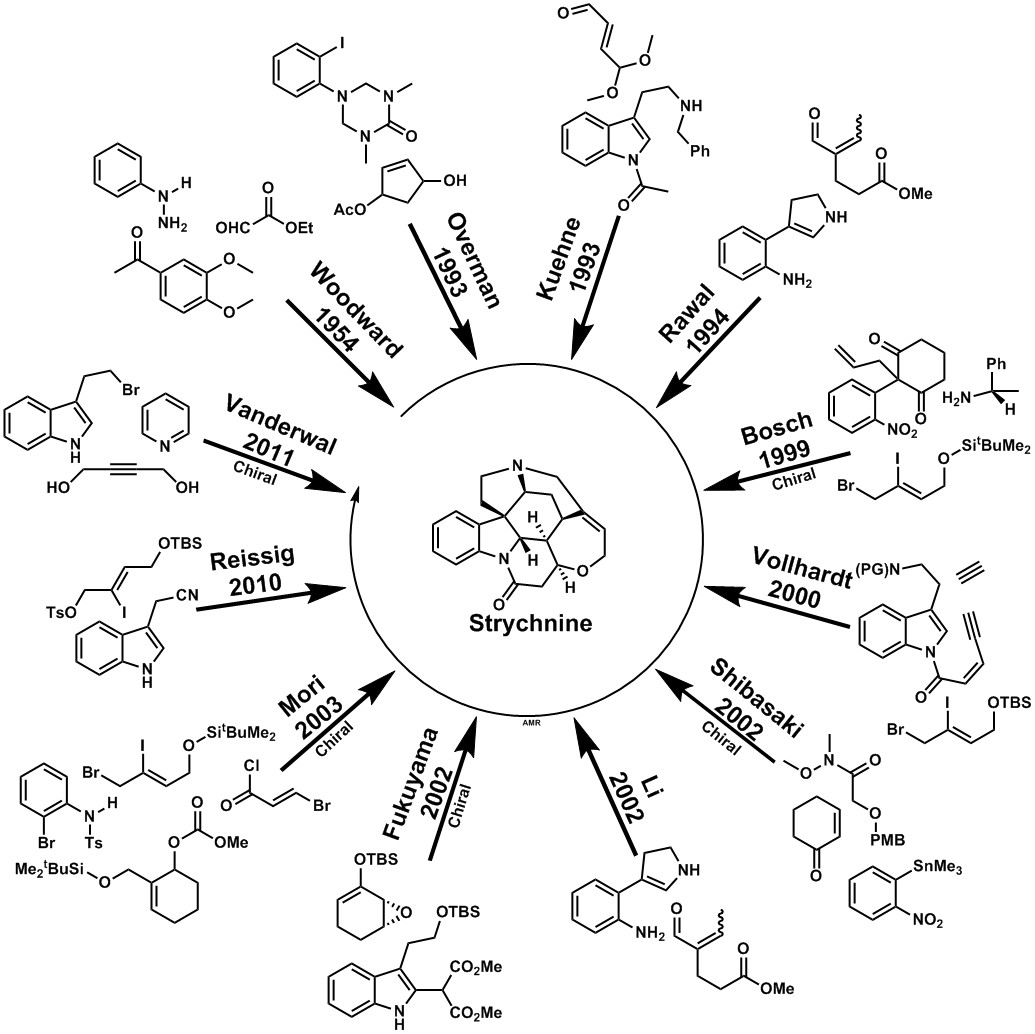
Übersicht über die Totalsynthesen des Strychnins

## Verwendung

### Doping
Auf Grund seiner analeptischen (anregenden) Wirkung wurde Strychnin nach 1945 in die Dopingliste aufgenommen. Beim Marathonlauf bei den Olympischen Spielen 1904 nahm Thomas Hicks Brandy und Strychnin zu sich.
Bei den Olympischen Sommerspielen 2016 wurde der kirgisische Gewichtheber Issat Artykow wegen Strychninkonsums disqualifiziert und musste seine Bronzemedaille zurückgeben.

### Strychnin als Rauschmittel
In Dosen von 0,5 bis 5 mg führt Strychnin zu starker Erregung mit Euphorie und intensivierter Wahrnehmung von Farben. Strychnin wird seit etwa 1920 vorwiegend im asiatischen Raum dem zum Rauchen verwendeten Heroin beigemischt; dieses versetzte Heroin taucht seit 1973/1974 auch in Europa (Niederlande und Italien) auf. Das Strychnin dient hier dazu, die durch das Heroin bedingte Atemdepression auszugleichen, und ermöglicht dadurch höhere Dosen.

### Strychnin als Medikament
In der ayurvedischen Medizin spielt Strychnin eine bedeutende Rolle und wird zum Beispiel bei Appetitlosigkeit, Fieber, Anämie, Hexenschuss und zur Anregung der Darmperistaltik angewendet. Früher wurde es oft auch als Aphrodisiakum eingesetzt. Volkstümlich wurde es bei vielerlei Erkrankungen wie Magen-Darm- und Herz-Kreislauf-Beschwerden sowie 'Nervosität', Depressionen und Migräne angewendet. Adolf Hitler soll von 1936 bis 1943 täglich Strychnin gegen Blähungen eingenommen haben. Die strychninhaltigen Samen der Brechnuss und der Ignatius-Bohne werden in der Homöopathie unter den Bezeichnungen Nux vomica und Ignatia unter anderem zur Behandlung von Menstruationschmerzen, Kopfschmerzen, depressiver Verstimmung, rheumatischen Schmerzen und Asthma eingesetzt. Diese homöopathischen Präparate enthalten bei ausreichender homöopathischer Potenzierung keine oder nur sehr geringe Mengen Strychnin und weisen daher keine typischen Wirkungen oder Nebenwirkungen auf.
In der modernen Medizin wird radioaktiv markiertes Strychnin als Tracer zum Nachweis von Glycinrezeptoren eingesetzt.

## Analytik
Der zuverlässige qualitative und quantitative Nachweis von Strychnin gelingt mit chromatographischen Verfahren. Die Dünnschichtchromatographie wird jedoch kaum noch eingesetzt und eignet sich in der Regel nur beim Vorliegen relativ hoher Konzentrationen als qualitativer Nachweis. Beim Vorliegen komplexen Untersuchungsmaterials sind hinreichende Probenvorbereitungsschritte unabdinglich. Die heute am häufigsten verwendeten Methoden sind die GC/MS-Kopplung oder die Kopplungen der HPLC mit der Massenspektrometrie. Letztere Verfahren eignen sich auch für Dopingkontrollen und zum Einsatz in der Forensik.